# Судалица
Су́далица (карел. Sudal) — деревня в составе Олонецкого городского поселения Олонецкого национального района Республики Карелия.

## Общие сведения
Расположена на берегу реки Мегрега.

## История
4 июля 1937 года постановлением Карельского ЦИК в деревне была закрыта каменная Знаменская церковь.
Согласно постановлению Президиума Верховного Совета Карельской АССР от 30 апреля 1955 г. центр Олонецкого сельского совета был перенесен из города Олонец в населённый пункт Судалица.
В результате сокращения населения в 1957 году деревни Судалица Первая, Судалица Вторая, Новая Судалица, Большая Наннулица и Малая Наннулица были объединены под общим названием Судалица.

## Население
| 2002 | 2009 | 2010 | 2013 |
| ---- | ---- | ---- | ---- |
| 372  | ↘370 | ↘312 | ↘300 |

## Известные уроженцы
- Богданов Андрей Дементьевич (1907—1982) — советский государственный и политический деятель.